# Archieparquía de Alepo de los armenios
La archieparquía de Alepo de los armenios o de Beroea (en latín: Archieparchia Aleppensis Armenorum, en árabe: أبرشية حلب للأرمن الكاثوليك‎ y en armenio: Բերիո թեմ) es una circunscripción eclesiástica de la Iglesia católica en Siria. Se trata de una archieparquía armenia, inmediatamente sujeta al patriarcado de Cilicia de los armenios. Desde el 21 de agosto de 1989 su archieparca es Boutros Marayati.

## Territorio y organización

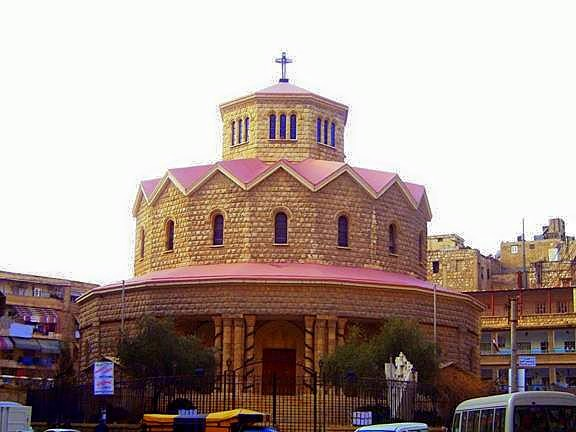
Iglesia de la Santísima Trinidad, en Alepo

La archieparquía extiende su jurisdicción sobre los fieles católicos de rito armenio residentes en un territorio que coincide aproximadamente con las gobernaciones de: Al-Raqa, Alepo, Hama, Homs, Idlib y Latakia. La archieparquía está dentro del territorio propio del patriarcado de Cilicia de los armenios.

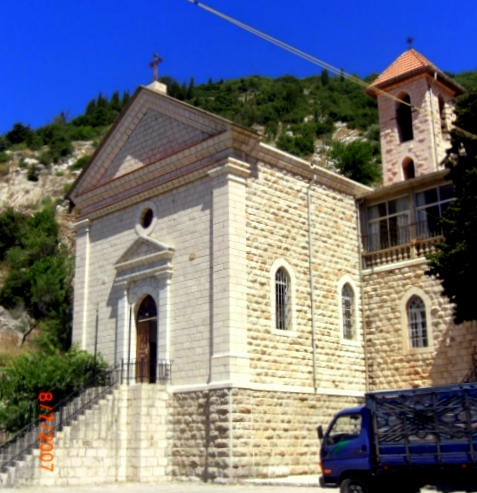
Iglesia de San Miguel Arcángel, en Kessab

La sede de la archieparquía se encuentra en la ciudad de Alepo, en donde se halla la Catedral de Nuestra Señora de la Piedad (Notre-Dame de Pitié), inaugurada en 1840 y conocida como Santa Rita.
En 2022 en la archieparquía existían 4 parroquias. Al comienzo de la guerra civil siria en 2011 eran 6 parroquias, pero para 2018 su número se redujo a 3:
- Nuestra Señora de la Piedad, en Alepo;
- Santísimo Salvador y Santa Bárbara, en el barrio de Souleymanié (Alepo);
- Santísima Trinidad, en el barrio de Meydane (Alepo);
- Santa Cruz, en el barrio de Ourouba (Alepo);
- Anunciación, en el barrio de Cheikh Maksoud (Alepo);
- Santos Mártires, en Al Raqa.

La archieparquía cuenta con otras 5 iglesias y capillas en Alepo y una en Kessab (Nuestra Señora de la Asunción) en la gobernación de Latakia. Existen dos monasterios de monjas de las Hermanas Armenias de la Inmaculada Concepción (en los distritos de Jabal al-Nahr y Meydan) y uno de religiosos de la Orden mequitarista ubicado en Alepo. La archieparquúa tiene su propio seminario primario, situado en el distrito Meydan en Alepo.
La archidiócesis publica una revista en francés, L'Evêché Arménien Catholique, que se publica tres veces al año desde 1953. Se publican 2000 ejemplares de esta revista en árabe.

## Historia

### Antecedentes
La primera inmigración armenia a Siria tuvo lugar en la época del rey persa Khosroe I en el siglo VI (531-579). Una segunda migración tuvo lugar durante el Califato omeya entre 717 y 728, y una tercera entre 973 y 992 huyendo de las invasiones bizantinas y selyúcidas, por lo que para el siglo XI existían barrios armenios en Antioquía, Alepo, Antep, Maraş, Kilis, etc. Entre 1220 y 1468 las invasiones mongolas y tártaras disminuyeron el número de armenios en Siria. Luego de la destrucción de Antioquía en 1268 por los mamelucos, Alepo se volvió la principal colonia armenia en Siria.
Tras la decadencia del Reino Armenio de Cilicia una nueva oleada armenia llegó a Alepo y la primera confirmación armenia sobre la colonia en la ciudad es de 1355. Se atribuye a un clérigo llamado Hovhannes y se presume que ya entonces había una diócesis armenia en Alepo.
La diócesis (o prelacía) de la Iglesia apostólica armenia de Beroea (nombre griego de Alepo) en el sultanato mameluco de Egipto está confirmada en 1438 bajo dependencia del catolicosado de la Gran Casa de Cilicia. Esto es debido a que invitado al Concilio de Florencia, el catolicós Constantino V Vahkatsi envió una delegación con plenos poderes encabezada por el arzobispo Hovakim de Beroea (que encabezaba la diócesis desde 1432), que aceptó las doctrinas y disciplinas latinas —igual que lo habían hecho los griegos— el 22 de noviembre de 1439, lo que fue promulgado por el papa Eugenio IV mediante la bula Exultate Deo. Cuando Hovakim regresó a Cilicia el catolicós ya había muerto envenenado y la unión no duró debido a la división del catolicosado en 1441, continuando Hovakim al frente de la prelacía hasta 1442. Gradualmente, los armenios de Alepo desarrollaron sus propias escuelas e iglesias, convirtiéndose en una comunidad bien organizada durante el siglo XV con varios miles de miembros. La iglesia de la Virgen María en Alepo es mencionada en 1429 y la iglesia de los Cuarenta Mártires y su cementerio en 1476 (ambas continúan perteneciendo hoy al catolicosado de la Gran Casa de Cilicia). En el último cuarto del siglo XVI la prelacía de Alepo pasó a ser la residencia del catolicós de Sis.

### Archieparquía católica
La serie de obispos católicos de Alepo comenzó con Abraham Ardzivian en 1710, cuando el catolicós apostólico armenio procatólico Hovhannes (Juan) V de Sis lo consagró arzobispo de la prelacía de Alepo. Ardzivian se declaró favorable al catolicismo y la comunidad local se dividió. Ardzivian y el obispo de Mardin, Melkon Tazbazian, hicieron en Constantinopla un primer intento de elegir un patriarca para los armenios católicos en 1714. Esto fue denunciado a las autoridades turcas por los armenios ortodoxos: la asamblea se disolvió y muchos fueron arrestados, incluido el designado patriarca Tazbazian, quien condenado a las galeras murió un año después. Ardzivian estuvo preso y fue liberado poco después. 
Luego de la muerte del catolicós procatólico Hovannes V de Hadjin en 1721 los armenios de Alepo eligieron como sucesor a Ardzivian en 1722, quien en febrero de ese año fue liberado por medio de sus influencias maronitas y se refugió en las montañas libanesas en el monasterio de Kreim. El patriarca armenio de Constantinopla, Hovhannes IX Kolot, contando con el soporte del sultán Ahmed III, declaró inválida la elección y Gregorio II de Cesarea fue nombrado nuevo catolicós, aunque la comunidad armenia de Alepo se dividió y los sacerdotes procatólicos continuaron en la ciudad.
En 1731 el sultán otomano decidió que el catolicosado de Cilicia fuera siempre ocupado por un miembro de la familia Ajapahian, por lo que Ghukas I Ajapahian fue nombrado catolicós, iniciando una dinastía que duró hasta 1865. En 1733 la facción católica de Alepo logró que el pachá local les entregara la iglesia de la Santa Madre de Dios. En 1735 el archimandrita Hagop Hovsepian regresó a Alepo como vicario de Ardzivian, pues los armenios católicos de la ciudad en su mayoría lo continuaban reconociendo como su arzobispo. En 1737 murió el catolicós Ghukas y lo sucedió su hermano y coadjutor Miguel I Ajapahian siguiendo las directrices otomanas, quien ese año logró recuperar la iglesia en manos católicas. Los armenios católicos de Alepo (ciudad que era la residencia más habitual del catolicós) consideraron que la elección era un caso de nepotismo y exigieron el regreso de Ardzivian.
Con el apoyo de la revuelta del bajá del eyalato de Egipto, en 1738 Hovsepian y los armenios católicos de Alepo obtuvieron de nuevo la iglesia y consiguieron bajo protección francesa el pasaporte para la restitución de Ardzivian a la sede. Ardzivian regresó a Alepo en diciembre de 1739 después de siete años de prisión y 17 años de exilio voluntario en el monasterio de Kreim, lejos de su diócesis. En mayo de 1740 Ardzivian con el apoyo de dos obispos de la Iglesia greco-melquita católica consagró a Hovsepian como obispo coadjutor de Alepo. Poco después consagró a Sahak Parseghian (Isaac) como obispo de Cilicia (con sede en Kilis) y a Melkon Markar Tahmanian como obispo de Siria (con sede en Mardin). Establecido así un sínodo, y mientras Ardzivian había retornado al Líbano debido a la oposición desde Estambul, el 26 de noviembre de 1740 los tres nuevos obispos católicos armenios, 40 sacerdotes y 14 fieles laicos lo eligieron como su propio catolicós y solicitaron al papa su confirmación. El 26 de noviembre de 1742 Ardzivian realizó una profesión de fe católica ante el papa Benedicto XIV recibiendo el reconocimiento de su elección como catolicós-patriarca de Cilicia de los armenios. El coadjutor Hovsepian lo sucedió como eparca de Alepo. La facción anticatólica de la Iglesia armenia en Alepo continuó hasta la actualidad como la prelacía de Alepo del catolicosado de Cilicia. 
Luego de la muerte del patriarca Jacobo Pedro II Hovsepian ocurrida el 10 de junio de 1753, un sínodo conformado por los obispos armenios exiliados en el monasterio de Kreim eligió el 23 de junio de 1753 por unanimidad al monje Miguel Kasparian como nuevo patriarca. Como el elegido no era obispo, el sínodo lo nombró arzobispo de Alepo como paso previo a la elección patriarcal y luego fue consagrado obispo. En la bula de confirmación del nombramiento y concesión del palio al nuevo patriarca, el papa Benedicto XIV objetó que el sínodo se hubiera extralimitado nombrando a Kasparian como arzobispo de Alepo, opinó que eso se debía a que los electores tenían la creencia errónea de que los patriarcas armenios católicos debían ser antes arzobispos de Alepo. Sin embargo, tras dictamen de la Congregación de Propaganda Fide absolvió a todos de las penas que podrían caberles y deshizo la elección como arzobispo de Alepo. El nuevo patriarca, sin embargo, no nombró ningún arzobispo para Alepo y gobernó la archieparquía mediante vicarios, por lo que la sede vacante se extendió desde 1753 a 1780.
Hacia 1867 el territorio de la archieparquía de Alepo se extendía desde el río Éufrates al oeste, al golfo de Alejandreta y el mar Mediterráneo al este; y desde los montes Tauro al norte, hasta cerca de Damasco hacia el sur. Tenía 7000 fieles (de los cuales había 4000 en la ciudad de Alepo), 12 sacerdotes (9 en Alepo y una cada uno en Kilis, Antep y Kessab) y 5 parroquias (2 en Alepo, una en Kilis, una en Antep y una en Kessab) y una misión en Nizip.
Según los datos consignados por el Anuario Pontificio, la sede archieparquial habría sido rebajada a eparquía entre 1855 y 1863 (en 1850 se había producido el Levantamiento de Alepo que llevó a una masacre y emigración de la población cristiana), volviendo a ser archieparquía entre 1863 y 1885, para ser de nuevo rebajada a eparquía. El papa León XIII el 3 de febrero de 1899 mediante el breve Quae catholico nomini, le restituyó definitivamente el rango de archieparquía.
En 1898 la Congregación de Propaganda Fide informaba que la archieparquía tenía 9000 fieles y 13 sacerdotes. Había 6 parroquias y estaciones misionales con cura residente en: Alepo, Kilis, Kessab, Antep, Nizib y Beilan, y además 5 capillas y 2 capillas. No había seminario y existían 4 escuelas elementales, una superior para niños y otra para niñas. Las religiosas presentes eran las de la Inmaculada Concepción.
Desde 1992 hasta 2022 el archieparca gobernó como administrador apostólico vacante y ad nutum Sanctae Sedis a la eparquía de Qamishli.
Durante la guerra civil siria, en 2012 la sede de la archieparquía de Alepo de los armenios fue trasladada temporalmente a la iglesia de la Santa Cruz. El 9 de enero de 2015 la catedral fue alcanzada por proyectiles de mortero en un ataque no reivindicado sin causar víctimas mortales; luego fue restaurada y consagrada nuevamente en 2019.

## Estadísticas
Según el Anuario Pontificio 2023 la archieparquía tenía a fines de 2022 un total de 5000 fieles bautizados.
| Año                                                                             | Población            | Población | Población      | Sacerdotes | Sacerdotes    | Sacerdotes    | Bautizados por sacerdote | Diáconos permanentes | Religiosos | Religiosos | Parroquias |
| Año                                                                             | Bautizados católicos | Total     | % de católicos | Total      | Clero secular | Clero regular | Bautizados por sacerdote | Diáconos permanentes | Varones    | Mujeres    | Parroquias |
| ------------------------------------------------------------------------------- | -------------------- | --------- | -------------- | ---------- | ------------- | ------------- | ------------------------ | -------------------- | ---------- | ---------- | ---------- |
| 1959                                                                            | 12 900               | 1 553 000 | 0.8            | 11         | 11            |               | 1172                     |                      | 2          | 19         | 7          |
| 1970                                                                            | 16 000               | 1 600 000 | 1.0            | 11         | 7             | 4             | 1454                     |                      | 4          | 7          | 4          |
| 1980                                                                            | 15 600               | ?         | ?              | 14         | 7             | 7             | 1114                     |                      | 7          | 12         | 6          |
| 1990                                                                            | 15 000               | ?         | ?              | 14         | 10            | 4             | 1071                     |                      | 4          | 14         | 6          |
| 1999                                                                            | 17 000               | ?         | ?              | 8          | 6             | 2             | 2125                     | 2                    | 2          | 7          | 6          |
| 2000                                                                            | 17 000               | ?         | ?              | 10         | 8             | 2             | 1700                     | 2                    | 2          | 7          | 6          |
| 2001                                                                            | 17 000               | ?         | ?              | 9          | 7             | 2             | 1888                     | 2                    | 2          | 7          | 6          |
| 2002                                                                            | 17 000               | ?         | ?              | 10         | 7             | 3             | 1700                     | 2                    | 3          | 7          | 6          |
| 2003                                                                            | 17 000               | ?         | ?              | 8          | 6             | 2             | 2125                     | 2                    | 2          | 8          | 6          |
| 2004                                                                            | 17 000               | ?         | ?              | 8          | 6             | 2             | 2125                     | 1                    | 2          | 7          | 6          |
| 2005                                                                            | 17 000               | ?         | ?              | 9          | 6             | 3             | 1888                     |                      | 3          | 8          | 6          |
| 2009                                                                            | 17 500               | ?         | ?              | 9          | 7             | 2             | 1944                     |                      | 2          | 6          | 6          |
| 2012                                                                            | 18 000               | ?         | ?              | 12         | 10            | 2             | 1500                     |                      | 2          | 7          | 6          |
| 2015                                                                            | 10 000               | ?         | ?              | 10         | 10            |               | 1000                     |                      |            | 6          | 4          |
| 2018                                                                            | 5000                 | ?         | ?              | 9          | 7             | 2             | 555                      | 1                    | 2          | 4          | 3          |
| 2020                                                                            | 5000                 | ?         | ?              | 8          | 6             | 2             | 625                      | 1                    | 2          | 3          | 4          |
| 2022                                                                            | 5000                 | ?         | ?              | 7          | 5             | 2             | 714                      | 1                    | 2          | 2          | 4          |
| Fuente: Catholic-Hierarchy, que a su vez toma los datos del Anuario Pontificio. |                      |           |                |            |               |               |                          |                      |            |            |            |

## Episcopologio

### Eparcas de Alepo
- Abraham Ardzivian † (1710-1740 nombrado patriarca de Cilicia de los armenios)
- Hagop Hovsepian † (1740-1749 nombrado patriarca de Cilicia de los armenios)[nota 1]
  - Sede vacante (1749-1753)
  - Mikael Kasparian † (1753 nombrado patriarca de Cilicia de los armenios) (no recibió la confirmación papal porque fue nombrado por un sínodo en sede vacante del patriarca) [nota 2]
  - Sede vacante (1753-1780) (la eparquía fue gobernada por vicarios patriarcales)
- Kapriel Ghadroul-Avkadian † (1780-17 de noviembre de 1810 falleció)
  - Sede vacante (1810-1813)
- Kapriel Khoudeyd † (3 de febrero de 1813-10 de enero de 1823 falleció)
- Abraham Kupélian † (20 de julio de 1823-15 de julio de 1832 falleció)
  - Sede vacante (1832-1838)
- Parsegh Ayvazian † (4 de febrero de 1838-12 de enero de 1860 falleció)
- Krikor Balitian † (2 de febrero de 1861-3 de febrero de 1889)

### Archieparcas de Alepo

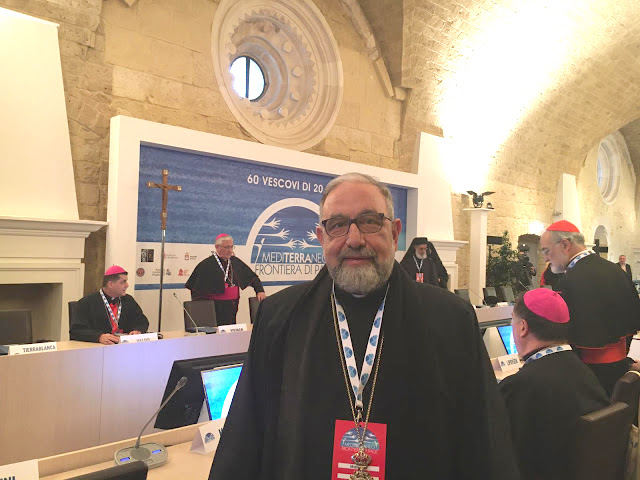
Arzobispo Boutros Marayati

- Krikor Balitian † (3 de febrero de 1889-26 de diciembre de 1897 falleció)
- Avedis Turkian † (6 de febrero de 1899-20 de agosto de 1900 falleció)
- Agostino Sayeghian † (21 de marzo de 1902-1 de octubre de 1926 falleció)
- Giorgio Kortikian † (31 de enero de 1928-1 de agosto de 1933 falleció)
- Gregorio Hindié † (10 de agosto de 1933-10 de mayo de 1952 renunció[nota 3])
- Loudovik Batanian † (6 de diciembre de 1952-25 de abril de 1959 nombrado vicario patriarcal)
- Georges Layek † (26 de agosto de 1959-15 de abril de 1983 falleció)
- Joseph Basmadjan † (4 de julio de 1984-11 de diciembre de 1988 falleció)
- Boutros Marayati, desde el 21 de agosto de 1989